# There is nothing (album van Absynthe Minded)
There is nothing is het derde album van de Gentse band Absynthe Minded. Het werd uitgebracht in 2007. Het is hun eerste album bij Universal Records. Met dit album sloeg de band een ietwat nieuwe richting in, maar net als op de vorige albums zijn er nog steeds invloeden van jazz en folk te bespeuren. De single Plane Song stond drie weken in de Ultratip Bubbling Under waar het #15 bereikte.

## Tracklist
| Nr. | Titel               | Duur |
| --- | ------------------- | ---- |
| 1.  | Plane song          | 4:13 |
| 2.  | Ask me anything     | 4:09 |
| 3.  | I'll be alright     | 4:06 |
| 4.  | I wanna forget      | 3:03 |
| 5.  | Stuck in reverse    | 5:50 |
| 6.  | It's all around you | 2:58 |
| 7.  | Nowhere to go       | 2:39 |
| 8.  | There is nothing    | 4:53 |
| 9.  | Let's be radical    | 4:56 |
| 10. | Your backdoor       | 3:31 |
| 11. | Attitude grattitude | 2:49 |
| 12. | A great height      | 6:40 |
| 13. | Silent song         | 2:38 |